# Hugues de Digne
Hugues de Digne, né à Digne-les-Bains vers 1205 et mort vers 1256, est un frère mineur provençal du XIIIe siècle, prédicateur, ministre provincial de Provence, commentateur de la règle franciscaine, qui fut influencé par les écrits de Joachim de Flore, et fut un précurseur des grands spirituels de France et d'Italie. 

## Biographie
Hugues nait à Digne-les-Bains vers 1205, où son père, Bérenger de Digne exerce le métier de marchand. Sa sœur, Douceline de Digne, sera la fondatrice des béguines de Marseille. La famille, installée à Barjols vient ensuite vivre à Hyères où les frères Cordeliers ont installé une communauté. Édifié par l'exemple des frères franciscains, Hugues prend l'habit des Cordeliers en 1236. Considéré par Salimbene comme « un grand prédicateur et un grand joachimite », Hugues de Digne est un homme important dans l'ordre des Frères mineurs, et deviendra notamment ministre provincial de l'ordre. Grand ami de Jean de Parme,, et disciple dévoué de Joachim de Flore, il possède des copies de tous les ouvrages de l'abbé calabrais et parle sans cesse de Joachim. Dans son château de Hyères transformé en couvent, de nombreux laïques viennent, les jours de fête, s'asseoir à ses pieds et écouter ses paroles censées apporter le salut. C'est ainsi que Robert Grossetête et Roger Bacon font connaissance avec les doctrines de Joachim de Flore. Salimbene prétend que sa parole était si remarquable que ceux qui l'écoutaient prêcher semblaient entendre un autre saint Paul ou un autre Élie.
Sa réputation de prédicateur parvient jusqu'à Saint Louis qui souhaite le rencontrer à son retour de croisade en 1254. Hugues de Digne, accompagné d'une foule d'hommes et de femmes à pied, délivre un sermon approprié à l'occasion. Il reproche notamment au roi de s'entourer d'un trop grand nombre de gens d'Église. Il insiste sur la nécessité de gouverner avec justice, si le roi veut être aimé de son peuple et maintenir son royaume en paix. Le roi souhaite le garder auprès de lui comme conseiller, mais Hugues refuse. Cette rencontre semble avoir eu une grande importance dans la vie de Saint Louis. « Le franciscain a beaucoup contribué à faire de Saint Louis un roi désormais eschatologique, dominé par le désir de faire son propre salut et celui de son peuple » (Jacques Le Goff). Le pape Innocent IV aime aussi écouter la prédication du cordelier et tente sans plus de succès de l'attirer à la cour papale. Au cours de ses voyages à Rome puis à Lyon, Hugues fustige par la parole les cardinaux comme s'il s'agissait d'écoliers. Dans son discours de 1245, il compare les cardinaux (cardinales) à des rongeurs (carpinales) et à des ânes.
Pour le peuple, il est considéré comme un prophète. Étant un jour à Marseille dans le réfectoire des Templiers, ceux-ci lui demandent ce qu'il en pense. Hugues de Digne parcourt la salle à grands pas comme s'il l'avait mesurée et leur dit : « cela fera une étable grande et commode », ce qui ne manque pas de blesser les Templiers. Mais après la destruction de l'ordre en 1312, le roi Robert d'Anjou arrivant à Marseille, fera de ce réfectoire des écuries.
Hugues de Digne meurt probablement en 1256 et est enterré dans l’église des Franciscains de Marseille à côté de sa sœur sainte Douceline. À sa mort en 1297, Louis d'Anjou choisira le couvent de Marseille comme lieu de sépulture pour reposer près de lui.

## Œuvre littéraire
Trois écrits nous sont connus, concernant la vie franciscaine :
- La Disputatio inter zelatorem paupertatis et inimicum domesticum eius (Dispute entre un zélateur de la pauvreté et un frère ennemi de celle-ci) est une critique en règle contre les frères qui dévient de la pauvreté primitive et contre les responsables religieux qui tolèrent ces déviations de l’idéal franciscain. Toutefois Hugues de Digne ne doit plus être considéré comme l’auteur de la Disputatio, cf. Damien Ruiz, Hugues de Digne, O. Min., est-il l'auteur de la Disputatio inter zelatorem paupertatis et inimicum domesticum eius? Étude et texte, dans AFH 93 (2002).

- De finibus paupertatis (Pourquoi la pauvreté ?) est une justification  de la règle des Mineurs et de son obligation pour ceux qui la professent. Aucun responsable religieux n’a le droit d’édulcorer les exigences de la pauvreté voulue par François d’Assise. Seul écrit d’Hugues ayant fait l’objet d’une édition critique moderne : Claudia Florovsky, dans AFH, t.5, 1912, p. 277-290.

- L’Expositio super Regulam fratrum minorum (Exposition sur la règle des Frères Mineurs), composée vraisemblablement en 1253, est un commentaire de la règle inspiré de l'’Expositio Quatuor Magistrorum super Regulam fratrum minorum, rédigée quelques années plus tôt (1241-1242) par les maîtres franciscains de l’université de Paris. Ce commentaire inspirera les mesures prises par saint Bonaventure au chapitre général de Metz en 1254, puis de Narbonne en 1260[15]. Ce texte est assez modéré par rapport aux écrits postérieurs des leaders de la branche spirituelle de l’ordre, comme Ange Clareno et Ubertin de Casale. Hugues, qui est lui-même un intellectuel, ne remet pas en cause la cléricalisation de l’ordre et l’accès aux études, mais il demeure très sévère sur l’usage de l’argent.